# Криулин, Глеб Александрович
Глеб Александрович Криулин (4 февраля 1923, Могилёв, Белорусская ССР — 19 апреля 1988, Минск, Белорусская ССР, СССР) — советский государственный и партийный деятель, дипломат. Первый секретарь Могилёвского обкома Компартии Беларуси (1964—1974), чрезвычайный и полномочный посол СССР.

## Биография
Член ВКП(б) с 1945 года. В 1941 году окончил сельскохозяйственный техникум, в 1950 году — Курсы при ЦК ЛКСМ Беларуси, в 1955 году — Курсы при ЦК ВЛКСМ, в 1956 году — Высшую партийную школу при ЦК КПСС (заочно).
- В 1941 году — секретарь Копаткевичского районного комитета ЛКСМ Беларуси (Гомельская область).
- В 1941—1942 годах — служба в РККА.
- В 1942—1943 годах — секретарь Дятловского подпольного районного комитета ЛКСМ Беларуси (Барановичская область).
- В 1943—1944 годах — старший инструктор Белорусского Штаба партизанского движения.
- В 1945—1947 годах — первый секретарь Логишинского районного комитета ЛКСМ Беларуси (Пинская область).
- В 1947—1949 годах — первый секретарь Зельвенского районного комитета ЛКСМ Беларуси (Гродненская область).
- В 1950—1952 годах — первый секретарь Брестского городского комитета ЛКСМ Беларуси.
- В 1952—1954 годах — первый секретарь Витебского городского комитета ЛКСМ Беларуси.
- В 1954 году — первый секретарь Могилёвского областного комитета ЛКСМ Беларуси.
- В 1954—1957 годах — второй секретарь ЦК ЛКСМ Беларуси.
- В 1957—1959 годах — первый секретарь ЦК ЛКСМ Беларуси.
- В 1959—1962 годах — заведующий отделом административных органов ЦК КП Беларуси.
- В 1962 году — заведующий отделом партийных органов ЦК КП Беларуси.
- В 1962—1963 годах — председатель исполнительного комитета Могилёвского областного совета.
- В 1963—1964 годах — председатель исполнительного комитета Могилёвского сельского областного совета.
- С 10 декабря 1964 по 7 августа 1974 года — первый секретарь Могилёвского областного комитета КП Беларуси.
- С 8 августа 1974 по 24 декабря 1982 года — чрезвычайный и полномочный посол СССР в Корейской Народно-Демократической Республике.

С января 1983 года — министр социального обеспечения Белорусской ССР.
Кандидат в члены ЦК КПСС (1966—1986). Депутат Верховного Совета СССР 7-9 созывов.

## Награды и звания
Награждён орденом Трудового Красного Знамени (1958), орденом Красной звезды (1942), орденом Отечественной войны 2-й степени (1985).